# 손홍원 (1893년)
손홍원(孫弘遠, 일본식 이름: 野村弘遠노무라 고엔, 1893년 ~ ?)은 일제강점기와 대한민국 건국 초기에 여러 사회단체에서 활동한 인물이다. 손빈(孫彬)이라는 이름도 사용했다.

## 생애
1930년 경성중앙번영회 이사로 재직했고, 1930년대 메리야스 도매상 삼영상회(三永商會)를 운영했다. 1938년 목요회를 창립해 내선일체 운동을 벌였고, 비슷한 시기에 국민훈련후원회를 창립하여 일본어 보급에 앞장섰다. 1939년부터 1940년까지 녹기연맹에서 활동하며 황도사상을 보급한 친일 이론가였다.
태평양 전쟁 기간에도 적극적인 활동을 펼쳤다. 국민총력조선연맹 참사, 조선임전보국단 평의원, 황도학회 이사를 역임했다. 1941년에 창간된 《신시대》에 〈가두인물점묘〉라는 제목의 기사에는 서춘과 손홍원이 함께 소개되었는데, 두 사람이 창간호에 등장한 것을 근거로 《신시대》가 처음부터 친일 경향을 품고 있었다고 분석할 정도로 이 시기의 친일파 인물 중 중진급이었다.
태평양 전쟁 종전 후에도 미군정 지역에서 막후 활동을 계속하였다. 1947년에 소련이 미군정 지역의 우익 및 중도파 지도자들과 비밀리에 협의하여 연립정부 수립을 기도하고 있다는 이승만의 발표가 나왔을 때, 평양 주재 소련 대사인 테렌티 슈티코프의 제안을 이승만에게 가져온 인물로 언론에 보도되었다. 1948년에는 전 조선총독부 고관이 조선에 다녀갔다는 설이 나왔을 때 이 사건의 배후로 보도되기도 했다.
1949년에 반민족행위처벌법에 따라 반민특위가 활동을 개시했다. 이에 손홍원은 우익 단체인 국민계몽회를 이끌면서 조직적으로 반민특위의 활동을 방해하였다. 국민계몽회는 국회의원 김준연과 이강우의 지원을 받았으며, 1949년 5월의 탑골공원 집회를 시작으로 반민특위를 지지하는 국회의원들을 ‘빨갱이’로 규탄하는 여론을 일으켰다.
국민계몽회는 국회의원을 폭행하고 약 200명의 군중을 동원하여 반민특위 앞에서 시위를 벌이기도 했다. 반민특위 위원장 김상덕은 폭력을 사용한 시위대가 손홍원에게 기만당한 무뢰배들이라 설명했다. 반민특위는 8월까지도 손홍원을 체포하지 못하여 미체포 목록에 올려놓았으며, 이후 반민특위가 해체되어 처벌 받지 않았다.
한국 전쟁 개전 초기에 실종되어 생사를 알 수 없다. 조선민주주의인민공화국으로 납치된 것으로 추정된다.
2008년 발표된 민족문제연구소의 친일인명사전 수록예정자 명단 중 친일단체 부문에 선정되었으며 2009년 친일반민족행위진상규명위원회가 발표한 친일반민족행위 705인 명단에도 포함되었다.

## 같이 보기
- 녹기연맹
- 목요회
- 조선임전보국단
- 국민계몽회